# Dzsihád
A dzsihád iszlám vallási fogalom, amely az Isten útján való küzdelmet, törekvést jelenti. Nem hivatalosan – elsősorban nyugati társadalmakban – mint az iszlám hatodik pillérét emlegetik. A muszlim jogtudósok többsége a fogalom „Allah útján való küzdelem” jelentését hangsúlyozza a nem iszlám világban „szent háború”-ként meggyökeresedett jelentéstartalommal szemben.
A dzsihád két részből áll, egyrészt a külső ellenséggel folytatott fegyveres küzdelemből („kisebb dzsihád”), másrészt a saját  hibáinkkal, negatív tulajdonságainkkal szemben vívott harcból („nagyobb dzsihád”), amelynek célja énünk morális megtisztítása a jobb muszlim élet reményében.
A dzsihád más értelemben jelentheti a hit védelmét, a „szent háborút” is. Annak ellenére, hogy a dzsihád alapvetően nem  agresszív hadviselést jelent, ezt az értelmezést tették magukévá a korai szélsőségesek, például a háridzsiták vagy a 20-21. századi dzsihádszervezetek is.
A dzsihád szélesebb, morális értelemben egy közösség fejlesztésére is irányulhat, lehet egy elnyomó hatalommal szemben fellépő, a társadalmi felemelkedést célzó intellektuális harc eszköze is. Fegyveres harcként a fővonalbeli iszlám irányzatok szerint a dzsihád nem lehet agresszori vagy területszerző háború, és szigorúan csak az iszlám hadviselés szabályai szerint lehet folytatni.

## A dzsihád értelmezése és fajtái

### Történelmi áttekintés
Az iszlámot a korai időszakában rendkívül expanzív terjeszkedés jellemezte, amelyben a dzsihád, konkrét értelemben, fegyveres harcként jelent  meg. A  területszerző háborúk a 9-11. századra megritkultak, illetve az arab hódítások korát a török származású új elit harci szelleme váltotta fel. A keresztes háborúk csak az iszlám szellemiség és a dár al-iszlám peremterületeit érintették, olyannyira, hogy Saláh ad-Dín fellépéséig a keresztesek által támadott és elfoglalt területek visszaszerzése érdekében sem hirdettek ki dzsihádot.
A dzsihád fogalma már Mohamed életében, megnyilatkozásaiban is több jelentéssel bírt. Amikor a Próféta, medinai korszakában egy viszonylag kisebb közösség vezetője volt, az „isten útján való törekvés”-nek elsősorban morális tartalma volt, bár a fegyveres védekezés jogosságát a Próféta már feltehetően ebben az időszakban kihirdette.
Mekka meghódítása után Mohamed mint hadvezér, már konkrét harcról szólt:
„Harcoljatok Allah útján azok ellen, akik ellenetek harcolnak! Ám ne hágjátok át Allah parancsait!.. Öljétek meg őket, ahol csak rájuk leltek! Harcoljatok ellenük, amíg nem lesz többé megkísértés, s míg a hitvallás csupán Allahé lesz!”  A hitetlenek nyilvánvaló ellenségeitek. A szöveg jobb megértése érdekében figyelembe kell venni a keletkezés idejét. Mohamed egy olyan korban élt, amikor a pogány arabok ellenségesek voltak a tanításaival szemben.
A muszlim hódítások korában a „bálványimádóknak” csak az iszlám tanok felvétele vagy a halál között engedtek választást, „a könyv népei” (zsidók és keresztények) ellen azonban csak addig viseltek hadat, amíg azok nem voltak hajlandók adófizetésre kötelezni magukat. A nem-muszlim fejadó-fizető alattvaló neve dhimmi volt, mely másodrendű állampolgárként számos jelentős megkötéssel járt.
A hit térítése nem kapcsolható szorosan a dzsihád fogalmához, bár Mohamed a hitetlenek elleni harcról beszélt, a zsidók és keresztények erőszakos térítését megtiltotta („Nincs kényszer a vallásban!”). Maga Mohamed élete utolsó kilenc évében 86 fegyveres hadjáratot szervezett, ebből 27-et maga vezetett, 59 vezetésével pedig helyetteseit bízta meg.
A korai muzulmán jogi iskolák egyike, a Hanafi-iskolával szoros rokonságban lévő Maliki-iskola  "megszentelt harcról, szent háborúról, szent küzdelemről" beszél, melyet a hitetlenek ellen kell vívni. Málik ibn Anasz imám alapvető értekezése a VIII. századból, mely nagy befolyásra tett szert, az al-Muvatta (a "Könnyű ösvény", vagy "Kitaposott ösvény") a "szent küzdelmet" már kizárólag fegyveres, háborús értelemben említi, számos példával szolgálva. 
- a dzsihádban résztvevő muszlim azonnal a paradicsomba kerül.[18]
- a dzsihádban résztvevő muszlim a legértékesebb muszlim, minden más muszlimot megelőző.[18]
- a dzsihádban elesni a legnagyobb dicsőség, ami egy muszlimmal történhetik.[19]

Málik másik ismert szövege a  Mudavana szerint a muszlim harcosnak joga van a nem muszlim nőket szexuális rabszolgaságra kényszeríteni a dzsihád során. A dzsihádban megölt ellenség mindene, összes vagyona és egész családja a muszlimot illeti meg.
Egy másik jogi iskola megalapítója Muhammad ibn Idrísz as-Sáfii (767–820) is  a dzsihádot mint szent háborút írja le.
Abu -Abdalláh Muhammad al-Buhári, a Száhih al-Buhári néven ismert hadíszgyűjtemény összeállítója  szerint a dzsihád a muszlimok második legfontosabb feladata (az első: hit Allahban és Mohamedben az Ő prófétájában).'
A  perzsa történész al-Tabari (839–923) neves munkájában a Dzsihádról egyedül mint kollektív szent háborúról beszél.
A nagy tunéziai muszlim tudós, Ibn Khaldún (1332–1406) megjegyezte, hogy a kalifa tíz vallásos kötelessége közül az egyik hogy "legalább évente egyszer Szent Háborút (dzsihád) viseljen magával és hadseregével."
Ibn Khaldún (1332 – 1406) szintén hangsúlyozta a különbséget a belső dzsihád és a háborús dzsihád között
A muszlim közösségben a szent háború vallásos kötelesség, a muszlim küldetés (misszió) mindenre kiterjedő volta (univerzalizmusa) miatt, és a kötelesség miatt, hogy mindenkit az iszlámra térítsünk.
Az Oszmán Birodalom terjeszkedése nem a dzsihád követelményeinek és előírásainak felelt meg, hanem az oszmánok hatalmi törekvéseit és területszerzését célozta.
Klasszikus formában a dzsihád a 18-19. században éledt újjá, a vahhabiták fellépésével. Ebben az időszakban fő célkitűzése az iszlám megtisztítása a nyugati ideológiáktól és a modernitás jellemzőitől, végső soron az autentikus iszlám közösség kialakítása.
A nyugati gyarmatosítás időszakában függetlenségi törekvések jelszava lett. Dzsiháddal mozgósított a Fulbe (népcsoport Észak-Nigériában) a 19. század elején, a Padri Szumátrán, a nyugat-afrikai Umar Tal, Abd al-Kadír, Muhammad ibn Ali szanuszíjja mozgalma, vagy Mohamed Ahmed al-Mahdi mahdijja felkelése Szudánban.
A 20. század elején a liberálisabb, a szekularizációs törekvéseket megbékéléssel szemlélő gondolatok jutottak kifejezésre Sir Szajjid Ahmad Khán (1817-1898) indiai reformer gondolatai alapján, aki az angolokkal való megbékélést hirdette, és újraértelmezte a dzsihádot, gyakorlatilag a Korán „kardversét” átfogalmazva.
Muhammad Abdu (1849-1905) és Rasid Ridá (1865-1935) reformgondolkodók a dzsihádot már csak védekező háborúkban tartották jogosnak érvényesíteni, és a más vallásúakkal a békés egymás mellett élés politikáját szorgalmazták.
A 20. század hetvenes éveiben a szekuláris, mérsékelt nyugatbarát nacionalista mozgalmak helyét a radikális iszlamista szervezetek vették át a muszlim politikai életben, akik a dzsihádot eszméik középpontjába emelték. Abd al-Szalam Faradzs, az Anvar Szadatot kivégző Dzsihád-csoport vezetője már a dzsihádot mint a muszlim elsődleges kötelességét nevezi meg.

### Napjaink
Muszlim tudósok manapság öt fajta dzsihádot különböztetnek meg:
- a szív/lélek dzsihádja (dzsihád bin nafsz/kalb): belső küzdelem a gonoszság ellen.
- dzsihád a nyelv által (dzsihád bi-l-liszán): a jó küzdelme a gonoszság ellen, amit írás és beszéd, mint például  dava  (térítés, misszió), hutba (szentbeszéd) és más formákban folytatnak.
- dzsihád a toll és tudás által (dzsihád bi-l-kalám/bi-l-ilm): küzdelem a gonoszság ellen iszlám tudós tanulmányozásán keresztül, az idzstihád (törvényes érvelés) és tudományok által.
- dzsihád a kéz által (dzsihád bi-l-jad): a jó küzdelme a gonoszság ellen, a vagyon által, például a haddzs zarándoklat (mint a legjobb dzsihád a muszlim nők részére), az idős szülők gondozása, a dzsihád finanszírozása, politikai tevékenység  az iszlám ügye érdekében, a gonosz megállítása erőszakkal.
- dzsihád a kard által (dzsihád bi-sz-szajf): szent háború vagy felfegyverkezett harc az isteni úton, ez a szélsőséges iszlám fundamentalista szervezetek leggyakoribb értelmezése.

## A dzsihád a kard által, a „szent háború” és az iszlám jog
A Korán egy szúrája szerint „Előíratott nektek a harc, holott az ellenetekre van. Lehet, hogy valami ellenetekre van, noha az jó nektek, és lehet, hogy szerettek valamit, noha az rossz nektek. Allahnak tudása van, ti azonban nem tudtok.”
A „szent háború” esetére az iszlám törvények (saría), illetve a jog (fikh) pontosan előírják a dzsihád viselésének kötelezettségét és módjait.
A világ a muszlimok felfogása szerint két részből áll: Az iszlám hatalom földjét (dár al-iszlám, azaz az ’iszlám háza’) a hadműveleti területekkel (dar al-harb, ’háború háza’) állítja szembe.  Az előbbiben az iszlám törvényei érvényesülnek, az utóbbit hitetlenek lakják. A hagyományok szerint a dzsihád kötelezettsége addig tart, amíg mindkét világban azonos iszlám jogrendszer és muszlim hit nem uralkodik.  (Bizonyos történelmi időszakokban  létezett egy békeövezet (dár al-szulh) is, amely átmenetet képez a háború és az iszlám területek között, itt a terület uralkodója adófizetési kötelezettség mellett aláveti magát az iszlám fennhatóságnak).
A muszlim hívő részvétele a Dzsihádban úgy a földi életben, mint a túlvilágon sokszoros jutalommal jár. E  világon a hadizsákmány vagy hadisarc, a túlvilágon Allah különleges kegyelme a jutalom.
A jogtudósok szigorú törvényekben definiálták a hadizsákmány fogalmát, illetve szétosztásának módját. Dzsihád során fosztogatni tilos, a hadizsákmány (vagy hadisarc) a háború jutalma. Ez azonban a jogtudósok szerint nem lehet motiváció a dzsihád kihirdetésére, hiszen azzal beszennyeznék a „szent háború” valódi jelentését.

### Mártírság
A mártír (sahíd, jelentése: tanúskodik, tanúsít) jutalma, hogy a Paradicsomba kerül, azonban mártíromságot csak ellenséggel vívott harcban lehet elszenvedni. Az öngyilkosság az iszlámban rendkívül negatív következményekkel jár, azonban néhány iszlamista értelmezése szerint amennyiben ellenségeit is magával viszi a halálba, akkor megengedett az öngyilkosság, de ezt a jogtudósok vitatják). Létezik egy különleges hadísz (hadísz kúszí), amelyben a Próféta Allahot idézi. Ez arról szól, hogy a csatatéren megsebesült katona megöli magát, hogy fájdalmának véget vessen. Allah ekkor megtagadja tőle a paradicsomba jutás lehetőségét, mondván, a katona megelőzte őt, hogy döntsön a sorsáról.  A huszadik századtól az iszlamizmus és az iszlám fundamentalizmus a vallást félreértelmező mártírfelfogása az öngyilkos merényletek kultuszát építette ki szerte a világon. Az öngyilkos merénylő fogalma kifejezetten 20. századi fejlemény, sem a Korán, sem a jog, sem a hagyomány nem írja elő, sőt nem említi.

### Támadó és védekező Dzsihád
Az iszlám jog megkülönbözteti a támadó és védekező dzsihádot is. A támadó dzsihád megváltható helyettesekkel vagy anyagi javakkal, a védekező dzsihád, mely az iszlám fennhatósága alá eső területek védelmét szolgálja, azonban minden muszlim megtagadhatatlan kötelessége. Ez utóbbi elv szolgált alapul Oszáma bin Láden ideológiájának kialakításához is (Bin Laden szerint azzal, hogy az Amerikai Egyesült Államok megtámadta Irakot, az iszlám államokat védekezésre késztette). A tizenkettes síiták szerint dzsihádot csak az imám vezethet. Ez a lehetőség az utolsó imám elrejtőzésével (873) megszűnt, így a síiták csak védekező dzsihádot értelmeznek.
Kötelező harcot kell vívni a hitetlenek, hitehagyottak, a lázadók és a banditák ellen, azonban csak az első két esetben szabad dzsihádról beszélni.

### Vezetői jóváhagyás
Dzsihádot csak vallási vezető jóváhagyásával lehet kihirdetni. Neki kell az ellenséget  megbélyegezni, akár azért, mert az ellenséges országban uralkodó hatalom népellenes politikát folytat, vagy mert agresszorként lép fel más országok ellen. Állami vezető tehát nem szólíthat dzsihádra. Két muszlim ország egymás ellen nem viselhet szent háborút. (Szaddám Huszein sem hirdethetett volna dzsihádot se a muzulmán, se a nyugati szövetségesek ellen, az irak–iráni háború sem volt dzsihád.)
A szent háború tehát vallási előírás, kötelezettség. Sokan az iszlám hatodik pilléreként emlegetik (lásd: az iszlám öt oszlopa), azonban ennek így sem a Koránban, sem a hadíszokban nincs nyoma, annak ellenére, hogy mindkettő az iszlám egyik fontos elemének tartja. A hadíszok azonban nemcsak a dzsihád üdvös és kötelező voltára tartalmaznak előírásokat, hanem előírják a megfelelő erkölcsi magatartást győztes háborúk esetére, és  a legyőzöttekkel kapcsolatos bánásmódra is.
A hadíszok  rögzítik, hogy a foglyokkal jól kell bánni, nőt vagy gyermeket megölni nem szabad, fosztogatni nem törvényes, és a legyőzöttekkel kötött egyezség, amennyiben az törvényes, a muszlimokra kötelező jelleggel bír. Más vallások kegyhelyeit tilos lerombolni, meggyalázni, a civileknek és a magántulajdonnak nem eshet bántódása. Háború indításakor kötelező a megfelelően megszövegezett hadüzenet. Jogtudósok vitatkoztak azon, vajon megengedhető-e bizonyos fegyverek (kőhajítók, katapultok, vegyi hadviselés) alkalmazása.
A mai fogalmaink szerinti terrorizmust az iszlám törvények nem ismerik el.

## További irodalom
- Emile Tyan, "Djihad", The Encyclopaedia of Islam
- Viorel Panaite, The Ottoman Law of War and Peace, East European Monographs, 2000
- Alfred Morabia, Le Ğihâd dans l’Islâm médiéval. “Le combat sacré” des origines au XIIe siècle, Albin Michel, Paris, 1993
- Rudolph Peters, Jihad in Classical and Modern Islam, Mouton, The Hague, 1979
- Nicola Melis, “A Hanafi treatise on rebellion and ğihād in the Ottoman age (XVII c.)”, in Eurasian Studies, Volume II; Number 2 (December 2003)
- Nicola Melis, “Il concetto di ğihād”, in P. Manduchi (a cura di), Dalla penna al mouse. Gli strumenti di diffusione del concetto di gihad, Angeli, Milano, 2006, pp. 23–54.
- Nicola Melis, “Lo statuto giuridico degli ebrei dell’Impero Ottomano”, in M. Contu – N. Melis – G. Pinna (a cura di), Ebraismo e rapporti con le culture del Mediterraneo nei secoli XVIII-XX, Giuntina, Firenze, 2003
- Nicola Melis, Trattato sulla guerra. Il Kitāb al-ğihād di Molla Hüsrev, Aipsa, Cagliari, 2002
- János Besenyő, Ph.D. & Ádám Mayer – Boko Haram in Context: The Terrorist Organizations's Roots in Nigeria's Social History
- Dr. Besenyő János ezredes – Nem az ISIS találmánya – Terroristák a migránsok között
- Randall Price: Dzsihád. Amerika, Izrael és a radikális iszlám; ford. Surjányi Csaba; Új Spirit Könyvek, Bp., 2002
- Bassam Tibi: Keresztes háború és dzsihád. Az iszlám és a keresztény világ; utószó Rostoványi Zsolt, ford. Deréky Géza; Corvina, Bp., 2003
- Gilles Kepel: Dzsihád; ford. Sajó Tamás; Európa, Bp., 2007 ISBN 978 963 07 8235 7
- Anna Erelle: A dzsihád jegyese. Toboroz az Iszlám Állam; ford. Király Katalin; Libri, Bp., 2015
- Kis-Benedek József: Dzsihadizmus, radikalizmus, terrorizmus; Zrínyi, Bp., 2016
- Loretta Napoleoni: Emberkereskedők. Hogyan tették a dzsihadisták és az Iszlám Állam milliárdos üzletté az emberrablást és a menekültcsempészetet?; ford. Pétersz Tamás; HVG Könyvek, Bp., 2017
- Paweł Lisicki: A dzsihád és a Nyugat öngyilkossága; ford. Pálfalvi Lajos; Rézbong, Göd, 2017
- Sebastian Gorka: A dzsihád legyőzése. A megnyerhető háború; ford. Morvay Péter; Patmos Records, Bp., 2017
- Souad Mekhennet: Azt mondták, egyedül jöjjek. Utazásom a dzsihád frontvonalai mögött; ford. Rusznyák Csaba; HVG Könyvek, Bp., 2018
- A terrorizmus elleni küzdelem aktuális kérdései a XXI. században; szerk. Bartkó Róbert; Gondolat, Bp., 2018